# San Agustín Mextepec
San Agustín Mextepec är en ort i kommunen San Felipe del Progreso i delstaten Mexiko i Mexiko. Samhället hade 4 910 invånare vid folkräkningen 2020.